# 魔女の条件
『魔女の条件』（まじょのじょうけん）は、1999年4月8日から6月17日まで、TBS系列「木曜ドラマ」枠で放送されたテレビドラマ。主演は松嶋菜々子 と滝沢秀明。全11話。
女性教師と男子生徒の禁断の愛を描いた物語。タイトルの「魔女」とは魔女狩りを意識したもので、内容も2人の恋愛を甘く描くというものではなく、周囲からの辛辣な攻撃を描くシリアスなものである。

## あらすじ
私立高校の数学教師である広瀬未知は、落とした指輪に気を取られバイクを運転する少年にひかれそうになる。その日転校生の問題児として押しつけられた生徒がバイクを運転してた黒澤光だった。
数日後、未知は敵視されてる女子グループの嫌がらせで水浸しになりショックで授業に出られなくなってしまうが、光に連れられて共に校外へ抜け出すことに。前代未聞の事態に驚く未知だが今まで体験した事の無い自由なひとときに幸せを感じるのだった。心を開ける相手を見つけた事で光は旧友と縁を切って自らの過去に決着をつけた。一方で未知は進んでいく結婚にズレを感じて両家の挨拶をサボってしまうが心は前向きであった。
ある日、光は鏡子が多額の寄付と引き換えに何をしても退学にならない条件を突きつけていた事を知り、相変わらずの束縛に加えて愛人との現場に出くわした事から心が不安定になりわざとグレた行動を繰り返してしまう。クラブで飲酒している所を未知に連れ戻されるが、自分を縛る大人たちへの反抗として目の前で万引きをする。その光の姿に色々な事に囚われている駄目な自分を投影した未知は万引きに加担して共に逃走する。
道を踏み外す行為をした自分にショックを受ける未知。慰めようとした光は思わずキスしそうになるが未知はそれを拒否。その後も自身の想いから目を背けていた未知だが、父親の言いなりになってる現状に対する不満や彼女を取られそうになり立場が危うくなった婚約者に性暴力まがいの行為をされて不信感を抱いた事で遂に光に本音を告白。図書館で一夜を共にした。
互いの気持ちを確かめ合った末に周囲に隠れて逢引きを続けていた二人だが、鏡子の愛人に現場を見られて次第に噂が知れ渡ってしまい担任を外されてしまう。事態が悪化するのを恐れた学校と父親により強引に結婚退職させられそうになった未知は、全校集会の退職挨拶で光への想いを暴露する。
この件により未知と光は学校中から軽蔑の眼差しを向けられてしまうが、本当の想いを貫くという覚悟で堂々と交際を続けるのだった。しかし、光や家族が自分のせいでイジメや誹謗中傷の犠牲になっていくのを見ていられなかった未知は結局自分から退職してしまう。ところが同じ日に光も鏡子によって退学。留学の手続きを進められていた。ヤケになった光はこれからもいいなりになって人生を送る、自由なんてありはしないのだと吐き捨てる。その言葉に触発された未知は手を差し伸べて共に学校を飛び出すのだった。

## 登場人物
広瀬未知〈26〉
演 - 松嶋菜々子
私立高校の数学教師。生徒に対して優柔不断な言動を取る為に舐められがちで一部の女子生徒からはいじめられてしまう。光との出会いにより触発され、父に支配されていた人生を見つめ直し、自力で生きようと決心。学校を辞めた日に光と駆け落ちするが、鏡子が警察に届けて誘拐容疑で逮捕されて精神鑑定まで受けさせられる。
光がアメリカ留学する事で起訴を取り下げられたが、直後に妊娠が発覚。お腹の子と一人で生きてこうとするが、新しい勤務先の寮で店長に襲われそうになり絶望。その日に光と運命の再会を果たすが、鏡子と未知の間で苦しむ光を想って再び別れる。中学の教師に再就職するも流産。手術の後遺症で昏睡状態になるが、光に看取られ続けたのちに目を覚ました。
黒澤光〈17〉
演 - 滝沢秀明
父の死、周囲の視線、母への不満などで心のバランスを崩した事や前の学校でのトラブルで転校。味方になってくれた友人もいたが、我が身を守る為に友人を裏切り当人が退学した過去がある。その贖罪としてグレてしまった元友人に会う度に金銭を提供する歪んだ関係を続けていた。それらの過去もありコミュニケーションが苦手で未知の高校でも変わり者扱いされる。クラス担任になった未知に心惹かれ、学校を辞める日に駆け落ちする。
鏡子により連れ戻された後、未知の為に彼女を裏切るフリをして留学してしまうが、妊娠を知って帰国。度重なる不幸で心が壊れた鏡子を心配する余り、未知との間にすれ違いが起きて別れる事に。
未知の心の中を理解出来ずに意地を張ってしまうが、未知を理解した鏡子や周囲の人々の後押しもあり、再び追いかけて支える。夜間の高校に通い直し、将来は父の様な医者になって未知を目覚めさせる決意を固めた。未知を看取る途中で眠りそうになり、それと同時に目を覚ました彼女と笑顔で見つめ合い共に就寝する。
北井大〈30〉
演 - 別所哲也
未知の婚約者でエリート銀行員。出身大学が一流じゃないコンプレックスをバネにして成績を上げた。ポジティブで熱血だがどこかズレていて気合いや期待が空回りしがち。その裏で強い不安と執着心を抱いており、光の存在を知る前からも未知が別れ話を切り出すのを阻止したり、隠れて尾行していた。本格的に危うくなった際に性暴力まがいの行動を取った為に愛想を尽かされる。
その後、婚約を破棄されて自暴自棄になった。未知が光と駆け落ちした際は鏡子と組んで追跡。揉み合いの末に光に怪我を負わせた。悲しみを紛らわせる為に桐子と肉体関係を持ったりするが、それでも未知に対する執着は収まらず何度も復縁を迫るが、のちに身を引いた。婚約破棄を職場に報告して支店に飛ばされたが銀行員としての夢を持って仕事に一生懸命になる。報われはしなかったが多くの幸せをくれた未知と出会えた事には心から感謝しており、最後は光を認める。
菅井美春〈21〉
演 - 緒沢凛
大学生。鏡子の依頼で光の家庭教師兼見張り役を引き受ける。鏡子の命令で光に色仕掛けをした事も。小さい頃に両親を亡くして親戚をたらい回しにされた過去から性格に歪みがある。鏡子に従っていたのは金の為でなく、恵まれた家庭が崩れる所を見たかったという理由だった。鏡子が全てを失った所を見届け、給料を投げ捨て黒澤家を去る。ダメ押しで二人を再会させる為に留学した光の住所と連絡先のメモを広瀬家に投函した。
宇田桐子〈26〉
演 - 西田尚美
未知の同級生で親友。銀行員。職場の同僚の北井に片想いしてたにもかかわらず未知に彼を紹介してしまった。未知を奪われて傷心中の北井と寝た事もあるが結局報われはしなかった。親友として何度か未知と光を手助けしたものの、誰からも必要とされない自分と違って昔から周囲にチヤホヤされていた未知を憎み、土壇場で裏切り密会現場を通報してしまう。一方的に縁を切って無気力な状態で退職し帰郷しようとするが、追いかけてきた未知に引きとめられたことで自分を大切に思ってくれている存在がいた事を理解して和解。その後は調理師になって店を持つ夢を持ち、光と別れた未知を部屋に居候させた際にお腹の子とまとめて面倒を見る事を約束した。
木下純〈17〉
演 - 山田麻衣子
光のクラスメイトでサボり仲間。誰とも交流を持たずに色々な噂を立てられていた。一年前に大蔵省の父親が不正に金を受け取っていたのがバレて夜逃げする形で転校して来たが、未知の余計なお世話のせいで益々浮いてしまい、役に立たない彼女を毛嫌いしていた。
そんな未知が公衆の面前で想いを貫いた時は若干見直しており、駆け落ちしていなくなった未知に電話で助けを求めた事がある。そして駆けつけた彼女に救出された事で信頼する様になり、光との仲を取り持つ為に幾度となく奮闘。未知と光が愛し合うことをおかしいと思わない世の中に変えていくと宣言し、検事を目指す為に東大受験に向けて勉強を開始する。
父から逃れた後は広瀬家に居候しており、未知の両親が親代わりになっていたが実家に帰る事を決め、暖かく送り出された。
純の父親
演 - 石丸謙二郎（第6・7話）
大蔵省で働いていたが、贈収賄が発覚して免職になり、マンションに夜逃げする形で転居。アルコール依存症になって娘に暴力を振るっていた。些細な事でカッとなり当たり散らしたかと思いきや、途端に泣きついてくるDV男。未知に問い詰められ暴行を否定するが、純が証拠の全身のあざを露出した為に認めざる得なくなり屈服。その後は不明。
五代優〈42〉
演 - 山口祐一郎
ドクター。夫を亡くした鏡子に接近して誘惑、愛人となる。口では再婚を迫る事を言うが彼女の頭には息子しかいない事を理解していた。鏡子の評判が悪くなる様に仕向けて黒澤総合病院の理事長に就任するが、保険金水増し請求などの不正が発覚し警察に逮捕される。実はいずれこの問題が発覚することは予測していたらしく、鏡子を失脚させたのは逮捕時の理事長が自分であれば鏡子には責任が及ばないという歪な愛情行動であった。光と対峙した際は自身の歪な愛情に自嘲しており、光の選ぼうとしている未来は自分以上に壮絶なものになると曖昧ながら予言めいた皮肉を投げかける。鏡子を意味深に見つめながら警察に連行されていった。
岡島教頭〈50〉
演 - 田山涼成
未知の上司。憲一とはプライベートでゴルフをする仲。憲一の指示で生徒と噂になった未知を結婚退職として強引に辞めさせようとした。
松岡教諭〈35〉
演 - 温水洋一
日本史教師。未知に好意を持ちしつこくアプローチしてくる。自分は未知の味方であると豪語するが、光との恋愛関係が発覚してからは避ける様になる。
下田主任〈45〉
演 - 角替和枝
数学教師。未知を姑のようにいびる。
広瀬憲一〈59〉
演 - 辻萬長
未知の父親。高校の校長会会長でもある。聖職者としての教師の振る舞いを重んじるあまり妻と娘を無自覚に支配していた。素子に離婚を切り出されてようやく自分を見つめ直した事で和解。純が広瀬家を出る際、いつでも帰ってきていいと言って送り出す。
進藤
演 - 松田美由紀（第8話）
精神科医。中盤で逮捕された未知に対して精神鑑定をおこない、ぶしつけな質問を容赦なく投げつけた。
広瀬素子〈54〉
演 - 白川由美
未知の母。若い頃にピアノの才能を認められ音楽留学が出来る事になっていたが、妊娠した事で夢を諦めて家庭に入った。未知には自分の様な後悔をさせない為に問題が発覚してからも周囲からどんなに責められてもずっと娘の味方をしていた。北井と結婚する事にも賛成はしていたが娘の本心には薄々気づいていた。己の姿勢を試みない憲一に対して離婚を決意したが、憲一が自分の傲慢さと向き合ったことでよりを戻す。純を保護した際は母親がわりになり、最後は暖かく送り出した。
黒澤鏡子〈39〉
演 - 黒木瞳
光の母であり黒澤総合病院の理事長。元看護師。夫と死別した事などもあり光に固執して束縛する。息子を男として意識している節があり、未知の事は最初から警戒していた。光の事ばかりに気を取られ病院の経営面でろくに動こうとしなかった為に取締役会で解任され病院から追い出された。全てを失った際、海で自殺を図るが未知に救出される。退院して五代の逮捕後に心が落ち着き、夢の中で亡き夫から「自分の側に置くのでは無く手放して見送くるのも愛」だと論され、光の為に身を引こうとした未知の愛が本物であることを理解。今度は自分が見送る番として追いかける事が出来ない光の背中を押した。その後は看護師として社会復帰する。
黒澤徹
演 - 塩見三省（第6話）
光の叔父。孤児院を経営している。亡き父親の事を知りたい光が駆け落ちした先で訪ねた相手。元々は中学教師だったが息子がいじめで自殺してしまい妻も後を追う様に自殺してしまった。その事を教師でありながら肝心の家族を何もわかってなかった自分に対する抗議だったと受け止めて自分を責め続けている。一度は自殺を考えたが、どんな人生でも意味のない事は無いと信じて施設を造った。二人の関係を知った際は子を失う鏡子の気持ちがわかる故に安易に肯定しなかったが苦しい事の先に幸せがあるのだと語り、どんなに辛くてもそれを乗り越えて生き続けることを約束させて二人の逃亡を手助けした。

## スタッフ
- 脚本 - 遊川和彦（全話）
- 演出 - 土井裕泰、難波一弘、片山修
- プロデューサー - 八木康夫
- 音楽 - 島健
- 主題歌 - 宇多田ヒカル 「First Love」（東芝EMI）[5]
- 協力 - 東通、アックス、緑山スタジオ・シティ、高橋レーシング、インナップ
- ロケ地 - 武蔵大学 ほか
- 制作著作 - TBS

## 放送日程
| 各話                                                         | 放送日  | サブタイトル            | 演出     | 視聴率 |
| ------------------------------------------------------------ | ------- | ----------------------- | -------- | ------ |
| 第1話                                                        | 4月08日 | 彼が生徒じゃなかったら… | 土井裕泰 | 19.7%  |
| 第2話                                                        | 4月15日 | 初めてのあやまち        | 難波一弘 | 19.3%  |
| 第3話                                                        | 4月22日 | 二人が結ばれた夜        | 土井裕泰 | 21.0%  |
| 第4話                                                        | 4月29日 | 二人だけの秘密          | 難波一弘 | 20.8%  |
| 第5話                                                        | 5月06日 | 先生さよなら            | 片山修   | 20.5%  |
| 第6話                                                        | 5月13日 | 逃避行                  | 土井裕泰 | 22.3%  |
| 第7話                                                        | 5月20日 | 逮捕                    | 土井裕泰 | 18.2%  |
| 第8話                                                        | 5月27日 | 15分だけの幸せ          | 難波一弘 | 21.4%  |
| 第9話                                                        | 6月03日 | 妊娠                    | 土井裕泰 | 23.1%  |
| 第10話                                                       | 6月10日 | 先生はすべてを捨てた    | 難波一弘 | 21.2%  |
| 最終話                                                       | 6月17日 | 自由の国へ              | 土井裕泰 | 29.5%  |
| 平均視聴率 21.5%（視聴率は関東地区・ビデオリサーチ社調べ。） |         |                         |          |        |

- 初回は22時 - 23時9分の15分拡大放送。

## 評価
2019年8月に行われ、300人が投票に参加した「滝沢秀明の歴代出演ドラマ人気ランキング」では、『せいせいするほど、愛してる』や『アンティーク 〜西洋骨董洋菓子店〜』らを凌ぎ1位を獲得した。

## 受賞歴
- 第21回ザテレビジョンドラマアカデミー賞[7][8]
  - 最優秀作品賞
  - 主題歌賞（宇多田ヒカル）
  - キャスティング賞